# Noble M14
https://images.caradisiac.com/logos/8/5/5/6/138556/S7-Noble-M14-une-supercar-britannique-47764.jpg,
La Noble M14 est un prototype de véhicule automobile du constructeur britannique Noble, présenté en 2004 au Salon de l'automobile de Londres.
Le coupé est motorisé par une version spécialement modifiée du bloc V6 Ford Duratec 3,0 L bi-turbo (de 2 968 cm3 de cylindrée) délivrant une puissance de 406 ch (298 kW) à 6 100 tr/min, accouplé à une boîte manuelle à 6 rapports. Le moteur développait un couple de 522 N m à 4 750 tr/min. La voiture devait avoir un ratio puissance-masse de 271 kW/t, ce qui autorisait un 0 à 97 km/h en 4,3 s et une Vmax de 306 km/h.
L'objectif annoncé de la voiture est de concurrencer les Porsche 911 Turbo et Ferrari 360 Modena. Son prix de vente était estimé à 75 000 £.
Aux premiers tours de roues du prototype, Lee Noble fit le constat que le nouveau modèle n'apportait pas assez d'améliorations par rapport aux modèles déjà produits pour justifier la différence de prix. Le projet fut arrêté et les développements furent transférés au projet M15 dont un prototype de préproduction fut présenté en 2015 dans l'émission Top Gear. Finalement, après l'arrêt du projet M15, c'est la M600 qui prit la relève.